# Youssuf Mulumbu
Youssuf Mulumbu (ur. 25 stycznia 1987 w Kinszasie) – kongijski piłkarz grający na pozycji prawego pomocnika.

## Kariera klubowa
Mulumbu urodził się w dawnym Zairze, w stolicy kraju Kinszasie, ale piłkarską karierę rozpoczął już we Francji, w stołecznym klubie Paris Saint-Germain. Od 2004 roku zaczął występować w rezerwach PSG w rozgrywkach Championnat de France Amateurs, a w 2006 roku znalazł się też w kadrze pierwszej drużyny prowadzonej wówczas przez Guya Lacombe'a. W niej zadebiutował 22 października w zremisowanym 0:0 wyjazdowym meczu z AJ Auxerre. Do końca sezonu rozegrał 12 spotkań w Ligue 1, a w 2007 roku nie mając miejsca w składzie PSG został wypożyczony do drugoligowego Amiens SC. 21 września rozegrał dla tego klubu swój pierwszy mecz, a Amiens wygrało 2:1 u siebie z US Boulogne. Do końca sezonu był podstawowym zawodnikiem zespołu, a latem 2008 powrócił na Parc des Princes, do zespołu Paula Le Guena. W lutym 2009 roku Mulumbu został wypożyczony do angielskiego West Bromwich Albion. W klubie tym rozegrał sześć spotkań, zaś w lipcu West Bromwich wykupiło go od PSG.
| Sezon   | Klub                  | Kraj    | Rozgrywki      | Mecze | Bramki |
| ------- | --------------------- | ------- | -------------- | ----- | ------ |
| 2004/05 | Paris Saint-Germain B | Francja | CFA            | 6     | 1      |
| 2005/06 | Paris Saint-Germain B | Francja | CFA            | 21    | 0      |
| 2006/07 | Paris Saint-Germain   | Francja | Ligue 1        | 12    | 0      |
| 2006/07 | Paris Saint-Germain B | Francja | CFA            | 12    | 0      |
| 2007/08 | Paris Saint-Germain   | Francja | Ligue 1        | 1     | 0      |
| 2007/08 | Amiens SC             | Francja | Ligue 2        | 23    | 1      |
| 2008/09 | Paris Saint-Germain B | Francja | CFA            | 11    | 0      |
| 2008/09 | West Bromwich Albion  | Anglia  | Premier League | 6     | 0      |
| 2009/10 | West Bromwich Albion  | Anglia  | Championship   | 40    | 3      |
| 2010/11 | West Bromwich Albion  | Anglia  | Premier League | 34    | 6      |
| 2011/12 | West Bromwich Albion  | Anglia  | Premier League | 35    | 1      |
| 2012/13 | West Bromwich Albion  | Anglia  | Premier League | 28    | 2      |
| 2013/14 | West Bromwich Albion  | Anglia  | Premier League | 37    | 2      |
| 2014/15 | West Bromwich Albion  | Anglia  | Premier League | 17    | 0      |
| 2015/16 | Norwich City          | Anglia  | Premier League | 7     | 0      |

## Kariera reprezentacyjna
W reprezentacji Demokratycznej Republiki Konga Mulumbu zadebiutował 26 marca 2008 roku w zremisowanym 1:1 towarzyskim meczu z Algierią. Następnie zaczął występować z kadrą narodową w eliminacjach do MŚ 2010 oraz PNA 2010.